# Безуглова, Любовь Федотовна
Любо́вь Федо́товна Безуглова (род. 1946) — советский матрос, депутат Верховного Совета СССР.

## Биография
Родилась в 1946 году в одном из сёл Амурской области. Русская. По состоянию на 1974 год — член ВЛКСМ. Образование среднее.
С 1964 года — рабочая зерносовхоза, в 1965—1966 годах — рабочая домостроительного комбината в Амурской области. В 1966 году переехала во Владивосток, где трудилась рыбообработчицей, затем матросом, а с 1971 года — матросом первого класса на судах Управления Востокрыбхолодфлота, Владивосток. В 1972 году поступила учиться в мореходное училище на факультет судовождения, в 1976 году окончила его. По состоянию на 1978 года работала штурманом малого плавания, третьим помощником капитана танкера «Локса» Востокрыбхолодфлота.
Депутат Совета Союза Верховного Совета СССР 9 созыва (1974—1979) от Владивостокского избирательного округа № 92 Приморского края.
В 2003—2004 годах была индивидуальным предпринимателем. В 2005—2011 годах являлась председателем гаражно-строительного кооператива № 74 во Владивостоке.